# Pomianowa
Pomianowa – przysiółek wsi Jasień w Polsce, położona w województwie małopolskim, w powiecie brzeskim, w gminie Brzesko.
Leży na południowy wschód od Jasienia, w rejonie ulicy Wiśnickiej.
Dawniej samodzielna wieś i gmina jednostkowa. W latach 1975–1998 należała administracyjnie do województwa tarnowskiego. 